# اسمارت ایفل
اسمارت ایفل (به انگلیسی: SmartEiffel) یک کامپایلر رایگان ایفل است. این کامپایلر، کد نوشته شده به زبان ایفل را به زبان C یا به جاوا بایت کد ترجمه می‌کند؛ بنابراین از آن می‌توان برای نوشتن برنامه‌هایی استفاده کرد که روی هر پلفترمی که کامپایلر آنسی سی (ANSI C) یا ماشین مجازی جاوا (Java virtual machine) را داشته باشد، اجرا شوند.
اسمارت ایفل در آزمایشگاه تحقیقات و فناوری اطلاعات و کاربردهای لورین (LORIA)، یک مؤسسه وابسته به مؤسسه ملی تحقیقات فرانسه در علوم و کنترل رایانه (INRIA)، واقع در محوطه دانشگاه نانسی در لورن گسترش یافته‌است.
این پروژه در سال ۱۹۹۴ توسط یک محقق فرانسوی به نام دومینیک کلنت آغاز شد. با توجه به زبان اسمال‌تاک، کامپایلر در ابتدا اسمال ایفل (SmallEiffel) نامیده شد. سپس در سال ۱۹۹۵، این کامپایلر توانست برای اولین بار خودش را کامپایل کند. در سال ۱۹۹۸، به مناسبت بازدید ریچارد استالمن از لوریا (LORIA)، این پروژه به بخشی از پروژه گنو تبدیل شد. در دسامبر سال ۲۰۰۲، نام این پروژه به اسمارت ایفل تغییر کرد و نسخهٔ ۱٫۰ آن عرضه شد. سپس در سپتامبر ۲۰۰۲ نسخه ۲٫۰ منتشر گردید.
در ماه مه ۲۰۰۵، بعد از اختلاف‌هایی که در گروه راجع به نرمال سازی زبان ایفل رخ داد، پروژه اسمارت ایفل اعلام کرد که آنها ECMA TC39-TG4 را اجرا نخواهند کرد.